# Piloprepes antidoxa
Piloprepes antidoxa là một loài bướm đêm thuộc họ Oecophoridae. Nó được tìm thấy ở Úc.